# Estadio Imam Reza
El Estadio Imam Reza (en persa ورزشگاه امام رضا) es un estadio ubicado en la ciudad de Mashhad, Irán. Fue inaugurado en 2017 y posee una capacidad para 27.700 personas. Es utilizado por el Shahr Khodro FC de la Liga Profesional de Irán.

## Historia
El estadio Mashhad Imam Reza es uno de los estadios más modernos de Irán y fue diseñado por el arquitecto iraní Masoud Ziae. La construcción inició el 5 de marzo de 2013 y estaba previsto que finalizaran las obras a mediados de junio de 2016, pero se retrasaron hasta enero de 2017. El estadio finalmente fue inaugurado el 14 de marzo de 2017, en el día de la festividad de Chaharshanbe Surí. El estadio lleva el nombre del Imam Ali al-Ridha (en persa Ali Reza), descendiente del profeta Mahoma.
El estadio está en un área de Mashhad que pertenece a Astan Quds Razavi (AQR), una fundación benéfica que administra el Santuario del Imán Reza. El estadio está ubicado en el lado este del Complejo Deportivo AQR de 2.000 hectáreas. Además del estadio de fútbol, el complejo cuenta con diez salones deportivos que incluyen canchas de tenis, baloncesto, voleibol y piscinas. El complejo también cuenta con anfiteatro, sala de conferencias, comedor, museo y clases de entrenamiento.
El estadio albergó su primer partido internacional el 29 de marzo de 2022, cuando la Selección de fútbol de Irán enfrentó a su similar del Líbano por la clasificación para la Copa Mundial de Fútbol de 2022, al que venció por 2–0 ante 22.453 espectadores.

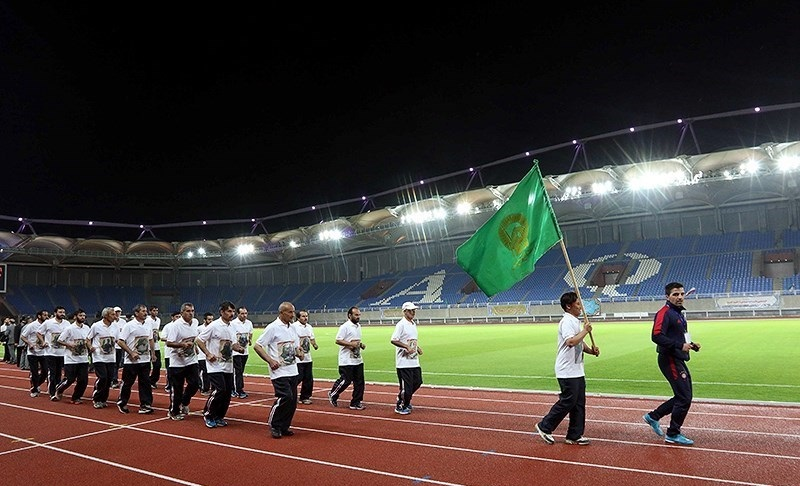